# Soyuzmultfilm
Soyuzmultfilm (en ruso: Союзмультфильм, literalmente Unión de cine de animación, pronunciación  /səjʉsmʊlʲtˈfʲilʲm/ⓘ) es un estudio de animación ruso controlado por el Ministerio de Cultura de la Federación de Rusia. La abreviatura de su nombre dio lugar a SMF Studio.
Fue fundado en 1936 para aglutinar los estudios de animación soviética existentes en una sola compañía estatal. En un primer momento centró su actividad en la animación tradicional y en la técnica cel, pero a partir de los años 1960 comenzó a experimentar con técnicas más vanguardistas como la animación en stop-motion y la animación con recortes. En tiempos de la Unión Soviética produjo sus obras más emblemáticas: Cheburashka (1969-1983), Nu, pogodí! (1969-1986), Erizo en la niebla (1975), Tío Fiódor, su perro y su gato (1978) y la adaptación rusa de Winnie the Pooh (1969-1972).
Aunque estuvo a punto de desaparecer durante la disolución de la URSS, el gobierno de Rusia asumió la gestión en 1999 y, con el paso del tiempo, ha recuperado los derechos de autor sobre su catálogo. Desde entonces el estudio ha reanudado su producción con nuevas series originales y adaptaciones de sus licencias más conocidas, entre ellas una versión de Masha y el oso en animación digital. Su catálogo está formado por más de 1600 series y películas destinadas al público infantil.

## Historia

### Etapa soviética
La empresa fue fundada el 10 de junio de 1936 por iniciativa de la Dirección General de la Industria del Cine y la Fotografía, órgano dependiente del Comité Estatal de las Artes de la Unión Soviética. El responsable de la industria en aquella época, Borís Shumiatski, fusionó dos estudios de animación ya existentes para crear una sola compañía, la Soyuzdetmultfilm, que pasó a llamarse Soyuzmultfim al año siguiente. El primer director fue Iván Ivanov-Vanó, considerado el padre de la animación rusa. Aunque la Segunda Guerra Mundial frustró los planes de producción, se retomaron
En un primer momento se centró en cortometrajes de animación tradicional basados en cuentos populares soviéticos. A pesar de que su actividad se vio alterada por el transcurso de la Segunda Guerra Mundial, en enero de 1945 estrenó su primer mediometraje: La carta perdida, obra de las hermanas Brumberg.
El estudio empleaba exclusivamente la animación tradicional hasta 1954, año en la que fue creada la división de títeres y fue exhibida la primera película animada con la técnica stop-motion (cuadro por cuadro). Cabe mencionar que la división de títeres posteriormente llevaría a cabo la animación de recortes, conocida en inglés como cut-out animation. Durante la era soviética, el estudio contrató a más de 700 trabajadores calificados y fueron puestos en cartelera un promedio de 20 películas por año (la cifra más alta se dio 1973 con 47 lanzamientos).

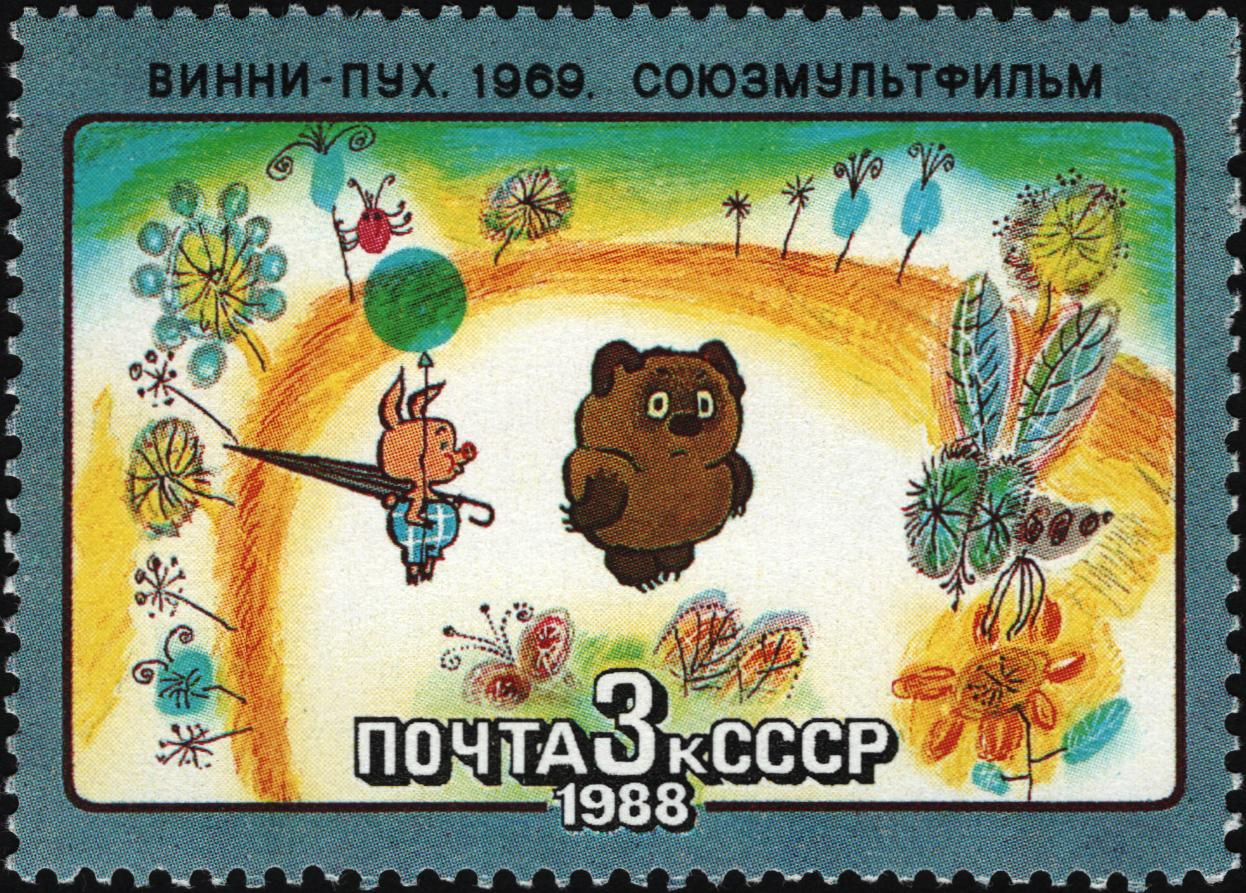
Sello soviético de 1988 que muestra a Winnie-The-Pooh y al Cerdito.

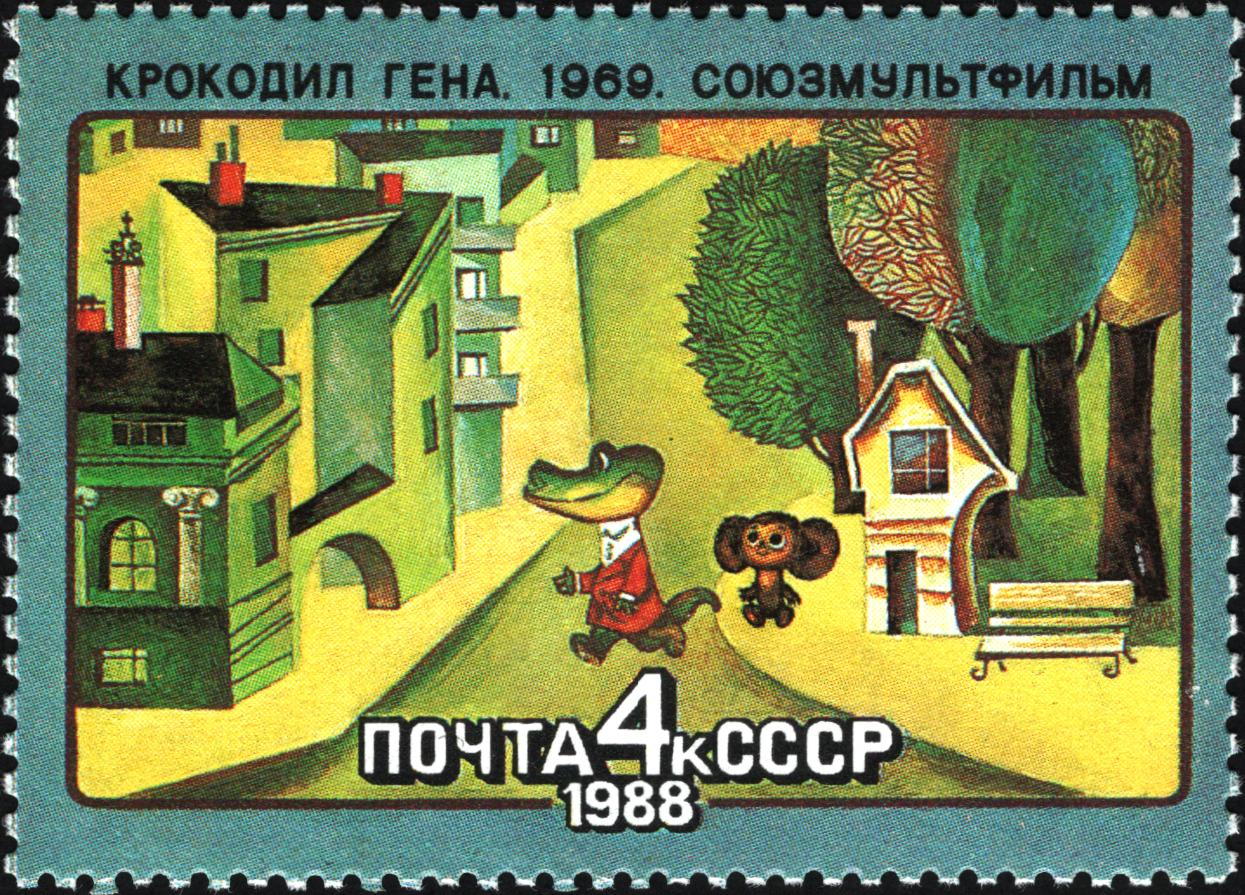
Sello soviético de 1988 que muestra a Cheburashka y a Guena el Cocodrilo.

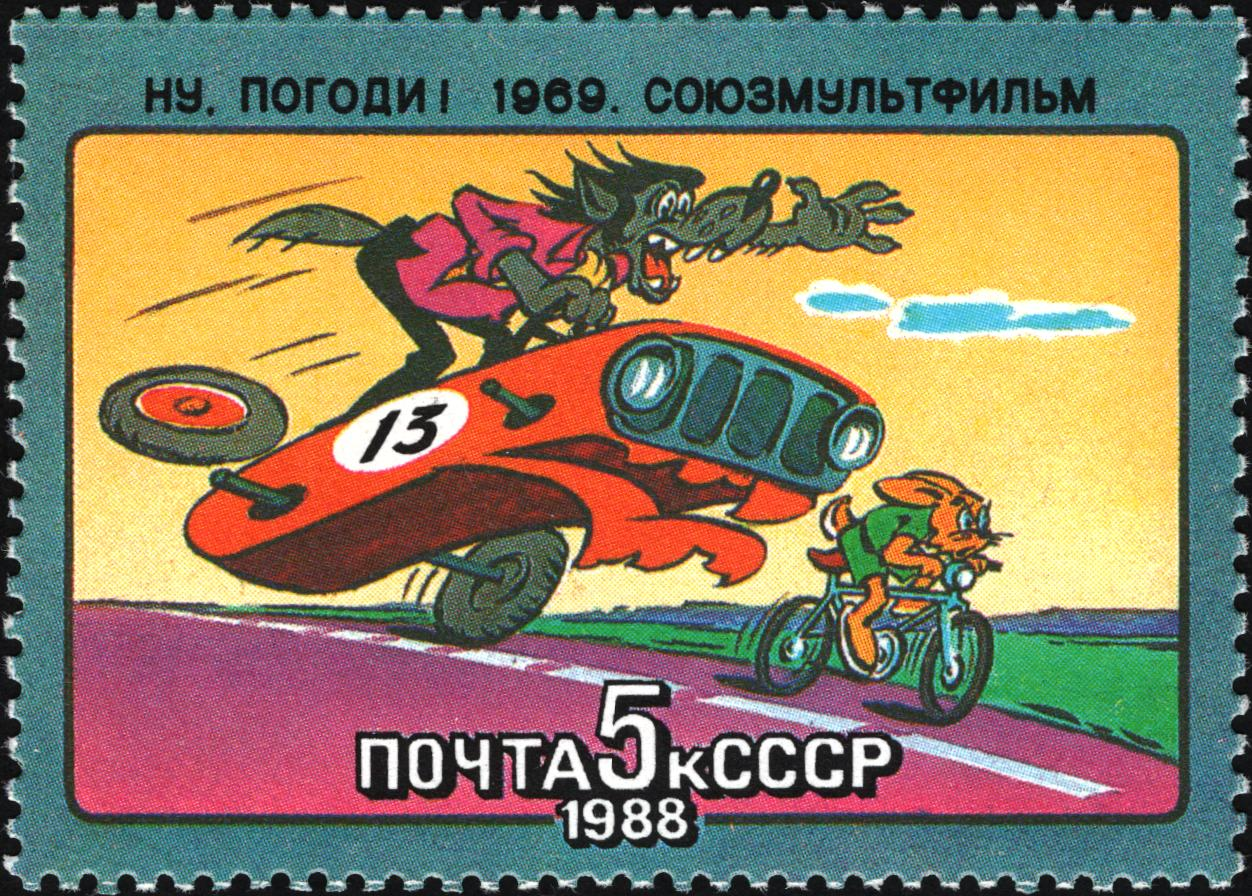
Sello soviético con imagen de la serie Nu, Pogodí!

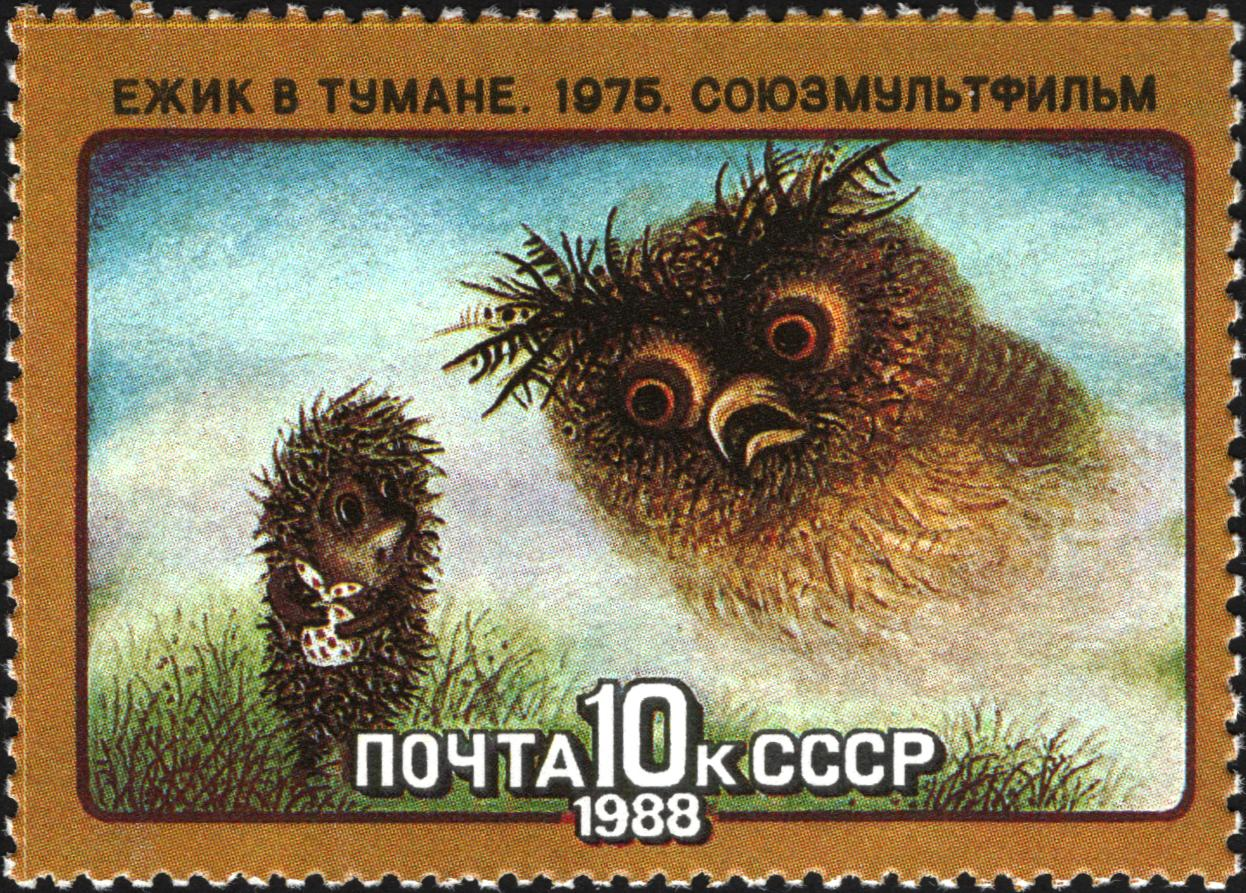
Sello soviético de 1988 con los personajes de El erizo en la niebla.

En las décadas de 1960, 1970 y 1980 se produjeron numerosas películas cuyos personajes se convirtieron en parte integrante de la cultura soviética: Winnie-the-Pooh (Винни-Пух), Cheburashka (Чебурашка), Karlsson-on-the-Roof (Карлсон, который живёт на крыше), Los músicos de Bremen (Бременские музыканты), Tres de Prostokváshino (Трое из Простоквашино, Tres de mantequilla Village), Nu, pogodí! (Ну, погоди!), Erizo en la niebla (Ёжик в тумане), El misterio del tercer planeta (Тайна третьей планеты; con guion de Kir Bulychov), por citar algunos.
Debido a la gran variedad de estilos de animación empleados (que va desde el realismo socialista hasta la animación similar a la de Disney) y el grado sin precedentes de la libertad artística que se les concedía a los animadores, Soyuzmultfilm es considerado por muchos como el más diverso de los grandes estudios de animación en el mundo.
La creatividad de los animadores de Soyuzmultfilm fue estimulada en su mayoría por las condiciones únicas de la Unión Soviética que hacían posible que el estudio hiciera caso omiso de la rentabilidad comercial de sus películas, ya que esto no existía en el sistema socialista. Dado que los animadores eran pagados por Academia de Cine, independientemente de qué tan “redituable” fuera la película, ellos gozaban una libertad para ejercer su visión artística y sin miramientos al aspecto comercial.

### Fin de la URSS y decadencia
El colapso de la Unión Soviética significó el fin de la era dorada de Soyuzmultfilm. La nueva realidad económica hacía imposible que el gobierno de la nueva Federación de Rusia pudiera financiar el trabajo de los estudios por más tiempo. En 1989, Soyuzmultfilm se convirtió en una empresa de arrendamiento (que expira después de 10 años) y forzada en el mercado capitalista.
Aunque el estudio ha sobrevivido, este se redujo drásticamente, perdiendo casi el 90% de su personal y el lanzamiento de unas pocas películas. Una de las primeras adversidades ocurrió cuando los tribunales de Rusia ordenaron que el edificio que albergaba la división de títeres fuera transferido a la Iglesia Ortodoxa Rusa. Poco tiempo después, un escuadrón de cosacos irrumpió en el edificio y comenzó a destruir lo que consideraban “títeres diabólicos”, dando como saldo la pérdida de colecciones enteras de marionetas así como de costosos equipos.

### Soyuzmultfilm en la actualidad
En 1999, Soyuzmultfilm regresó bajo el control del gobierno. Un edicto del gobierno del 10 de enero de 2003 estableció la división de la compañía en dos sociedades diferentes: la "Creative Union of the Film Studio Soyuzmultfilm" («Творческо-производственное объединение «Киностудия «Союзмультфильм») y la "Soyuzmultfilm Film Fund" («Фильмофонд Киностудии «Союзмультфильм»). La separación concluyó el 1 de marzo de 2004.
Los derechos de todas las películas de Soyuzmultfilm producidas antes del 1 de marzo de 2004 pertenecen a la "Soyuzmultfilm Film Fund", dirigida por Ernest Rajímov, y su misión oficial es el restablecimiento y la comercialización. Por su parte, la misión de la "Creative Union" Film Studio "Soyuzmultfilm", encabezada por Akop Kirakosián, consiste en la creación de nuevas películas y en la privatización definitiva de la empresa (en la actualidad, el 100% de las acciones de esta sociedad es propiedad del Ministerio de Cultura de Rusia).

## Animadores y directores
Trabajaron en Soyuzmultfilm muchos de los más conocidos directores y artistas de la Unión Soviética, como:
- Roman Kachanov
- Garry Bardin
- Iván Ivanov-Vanó
- Fiódor Jitruk
- Viatcheslav Kotiónochkin
- Vladimir Tarasov
- Vadim Kurchevskiy
- Yuri Norstein
- Aleksandr Ptushkó
- Leonid Shvartsman
- Rasa Stráutmane
- Stanislav Sokolov
- Klara Rumiánova